# Raoul Kneucker

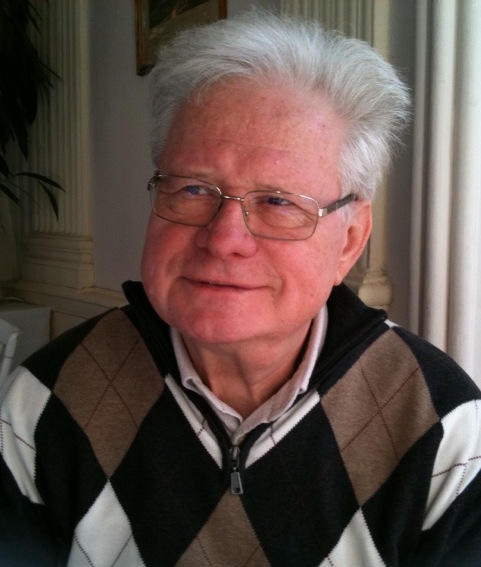
Raoul Kneucker (2010)

Raoul Friedrich Kneucker (Raoul F. Kneucker, * 13. Februar 1938 in Wien) ist ein österreichischer Rechtswissenschaftler und Verwaltungswissenschaftler. Er war von 1990 bis 2002 Sektionschef für Internationale Angelegenheiten im Bundesministerium für Wissenschaft, Forschung und Kunst sowie nach seiner Pensionierung im Jahr 2002 Honorarprofessor für politische Wissenschaften an der Universität Innsbruck und für Recht der Religionen und Religionsgemeinschaften an der Universität Wien.

## Leben

### Herkunft
Raoul Kneucker wurde in Wien in eine jüdisch-katholische Familie als Sohn des Arztes Alfred W. Kneucker (1904–1960) und dessen zweiter Ehefrau Teri Kürbisch hineingeboren. Raoul sollte nach dem Wunsch des Vaters ebenfalls Medizin studieren und, so wie auch schon der Großvater – ein assimilierter Jude – Arzt werden. Der Vater musste nach dem „Anschluss Österreichs“ im Jahr 1938 aufgrund der Nürnberger Rassengesetze emigrieren. Während Alfred Kneucker seine Frau und seinen Sohn Raoul in Österreich zurückließ, gelangte er über Schweden nach London. Dort erlebte er eine Internierung. Von den Quäkern erhielt er das Angebot, deren Spital in Westchina zu leiten. Nach weiterer schwieriger Reise gelangte er mit seiner späteren dritten Ehefrau Herta Altmann schließlich nach Shanghai, wo er sich niederließ und eine Arztpraxis eröffnete. Nach Zwang, in das Ghetto von Shanghai durch die japanischen Besatzern im Jahr 1942 zu übersiedeln, wurde er dort von der US-Army befreit. Bei letzterer bekam seine (dritte) Ehefrau Arbeit. Alfred Kneucker beschloss, nicht mehr nach Österreich zurückzukehren, und konnte 1947 in die Vereinigten Staaten weiter emigrieren. Sein beruflicher Weg führte ihn als akademischer Lehrer, Spitalsarzt und Primararzt (mit den entsprechenden Niederlassungsprüfungen für Ärzte des jeweiligen Bundesstaates) von Kalifornien über Texas und Montana bis nach Chicago, wo er auf seiner letzten Lebensstation an der Chicago Medical School als Professor für Chirurgie und Urologie tätig wurde. Während eines längeren Heimatbesuchs starb Alfred Kneucker überraschend 1960 in Wien. In dieser Zeit führte er Berufungsverhandlungen mit dem Bundesministerium für Unterricht über die Besetzung der Lehrkanzel für Urologie an der Wiener Universität.
Der Sohn Raoul hingegen wuchs in Graz bei den mütterlichen Großeltern, einer Eisenbahnerfamilie, auf.

### Ausbildung und Studium
Kneucker absolvierte das Akademische Gymnasium Graz und maturierte im Jahr 1956. Er gewann den Wartinger Preis des Landes Steiermark. Ab dem 10. Lebensjahr erhielt er Geigenunterricht im Landeskonservatorium bei Walter Klasinc.
Anschließend studierte er an der Universität Graz Dolmetschwissenschaft und Rechtswissenschaft, 1961 promovierte er zum Dr. juris. Mit einem Fulbright-Stipendium und einem Stipendium des Wien Scholarship-Program absolvierte er 1958/59 das Studium der Politikwissenschaft an der Brandeis University in Massachusetts (USA). Im Salzburg-Seminar auf Schloss Leopoldskron studierte er 1962 US-Verwaltungsrecht. Nach dem Studium der Verwaltungswissenschaften an der Hochschule Speyer 1969 schloss er als Theodor-Körner-Preisträger einen Forschungsaufenthalt in Washington, D.C. an. Er setzte den Unterricht für Geige, Bratsche und Kammermusik bei Walter Klasinc am Landeskonservatorium Graz 1958/1959 bei Robert Koff am Music Department der Brandeis University fort.
Für den Grazer Alpenverein führte er in dieser Zeit als Schi- und Tourenwart Jugendgruppen.

### Berufliche Funktionen
Seine berufliche Karriere begann Kneucker 1962 im Gerichtsdienst in Graz und mit Referententätigkeiten für den Bezirk Graz-Umgebung. Von 1964 an war er fünf Jahre als Universitätsassistent am Institut für Staats- und Verwaltungsrecht der Universität Wien bei Erwin Melichar tätig. Zwei Mal war er als Generalsekretär beschäftigt: Von 1970 bis 1978 war er Generalsekretär der Rektorenkonferenz, danach bis 1989 Generalsekretär (Geschäftsführer) des Fonds zur Förderung der wissenschaftlichen Forschung (FWF).
Ab den 1990er Jahren hatte er verschiedene Funktionen in Bundesministerien inne: 1990 bis 1992 war er Leiter der Gruppe Wirtschaftsbezogene Forschung, internationale Forschungs- und Technologieprogramme, war danach Leiter der Sektion Internationale Angelegenheiten im Bundesministeriums für Wissenschaft, Forschung und Kunst und im Weiteren bis 1999 Leiter der Sektion wissenschaftliche Forschung und internationale Angelegenheiten im Bundesministerium für Wissenschaft und Verkehr bzw. Forschung und Wissenschaft. In diesem nachmaligen Bundesministeriumr ging er im Jahr 2002 in den beamteten Ruhestand.
Danach war er als Honorarprofessor für politische Wissenschaften an der Universität Innsbruck und für das Recht der Religionen und Religionsgemeinschaften an der Universität Wien tätig.

### Expertise
- Fachliche Spezialisierung erlangte Raoul Kneucker in den Bereichen Menschenrechte, Steuerrecht, Bildungs- und Forschungsrecht sowie in Verwaltungswissenschaften (Bürokratieforschung) und Europarecht/Europapolitik,
- als Honorarprofessor für Politikwissenschaften an der Universität Innsbruck mit dem Schwerpunkt Europapolitik und –recht (2002–2013) sowie an der Universität Wien für das Recht der Religionen und Religionsgemeinschaften, mit Schwerpunkt evangelisches Kirchenrecht (2004–2017).
- Im Jahr 1977 hatte er an der Universität Nebraska in Lincoln eine Gastprofessur für Bildungsrecht.
- In den Jahren 1968 bis 1994 war er Lektor an der Universität Wien, an der Wirtschaftsuniversität Wien, an der Universität Klagenfurt, Vortragender an der Diplomatischen Akademie Wien, am Institut für Österreichische Geschichtsforschung, der Verwaltungsakademie des Bundes, der Webster University – Vienna Campus (an diesen Institutionen: Lehre in österreichischem Verfassungs- und Verwaltungsrecht, für Einführung in das Recht; Lehre in österreichisches Verfassungs- und Verwaltungsrecht für Politikwissenschaften/Verwaltungswissenschaften, Organisationslehre, insbesondere der öffentlichen Verwaltung, philosophische Grundlagen des Studiums der Politikwissenschaften); und zwar in Studiengängen der Sozialwissenschaften, der Geschichte und der Archivausbildung.
- An der Hebräischen Universität Jerusalem hatte er im Jahr 2008 eine Gastprofessur für Europapolitik.
- An der Universität Klagenfurt leitete er im Rahmen des Universitätslehrganges „Politische Bildung für LehrerInnen“ am IFF ein Teilprojekt „Menschenrechte – Grundrechte“.

### Sonstige Tätigkeiten
- 1979 tätig als Mitglied des Expertenteams des Club of Rome für die Bildungsbericht No Limits to Learning. Bridging the Human Gap (J. W. Botkin – M. Elmandjra – M. Malitza).
- Konsulententätigkeit für Forschungsorganisationen in Österreich, darunter in Seibersdorf und für die Österreichische Akademie der Wissenschaften.
- Vertreter der Wissenschaft in der Hörer- und Sehervertretung des Österreichischen Rundfunks (ORF).
- Evaluator für die Forschungsgesellschaft Joanneum Graz.
- OECD-Prüfer der Wissenschafts- und Technologiepolitik der Tschechoslowakei (1992) und Polens (1995).
- Konsulent der Europäischen Kommission, Brüssel, Gutachter und Evaluator der Europäischen Kommission u. a. für das COST Programm (2001, 2005, 2008), für die Nanotechnologie-Politik und für die Lissabon-Strategie (2006–2008).
- Juristischer Oberkirchenrat der Evangelischen Kirche A.B. in Österreich von 2006 bis 2012.
- Evaluator der niederländischen Wissenschaftsbeziehungen mit Ungarn (1995, 2000).
- Rechtsberater der Waldorfschulbewegung in Österreich (1976–1996).
- Mitglied des Stiftungskuratoriums der Alban-Berg-Stiftung.
- Vorsitzender des Aufsichtsrates der Privatstiftung Interdisciplinary Centre for Comparative Research in the Social Sciences – ICCR bis 2015.
- Mitglied des Verwaltungsrates des Open Medical Institute, Austro-American Foundation – AAF (ausgeschieden).
- Mitglied des Kuratoriums des Wiener Institutes für Internationale Wirtschaftsvergleiche – WIIW (ausgeschieden).
- Vorsitzender der Gesellschaft der Freunde der Exilbibliothek im Literaturhaus Wien ab 2008.

### Mitgliedschaften
- Österreichischer Juristentag; Österreichische Gesellschaft für Politikwissenschaft (Gründungsmitglied, Vorsitzender 1978/79, Mitglied der Verwaltungswissenschaftlichen Sektion).
- Österreichische Gesellschaft für Kirchenrecht (Präsident 2009–2011)
- Österreichische Landesgesellschaft des Internationalen Instituts für Verwaltungswissenschaften, Brüssel.
- Zeitweise war er Mitglied des Aufsichtsrates der Österreichischen Gesellschaft für Weltraumfragen.[3]
- Mitglied im Österreichischen Rat für Wissenschaft und Forschung, in der Kommission zur Koordinierung der Einrichtungen der wirtschaftsnahen Forschung, im Verwaltungsrat Seminar Schloss Leopoldskron Salzburg und im Beirat der Diplomatischen Akademie Wien.[4]

### Familie
Kneucker war seit 1966 mit der US-Amerikanerin Linda B. (Brailove) Kneucker (gestorben 2012) verheiratet. Gemeinsam hatten sie zwei Töchter (geboren 1969 und 1971) und einen Sohn (geboren 1977). In zweiter Ehe ist Kneucker seit 2019 mit Gertraud Diem-Wille verheiratet.

## Auszeichnungen

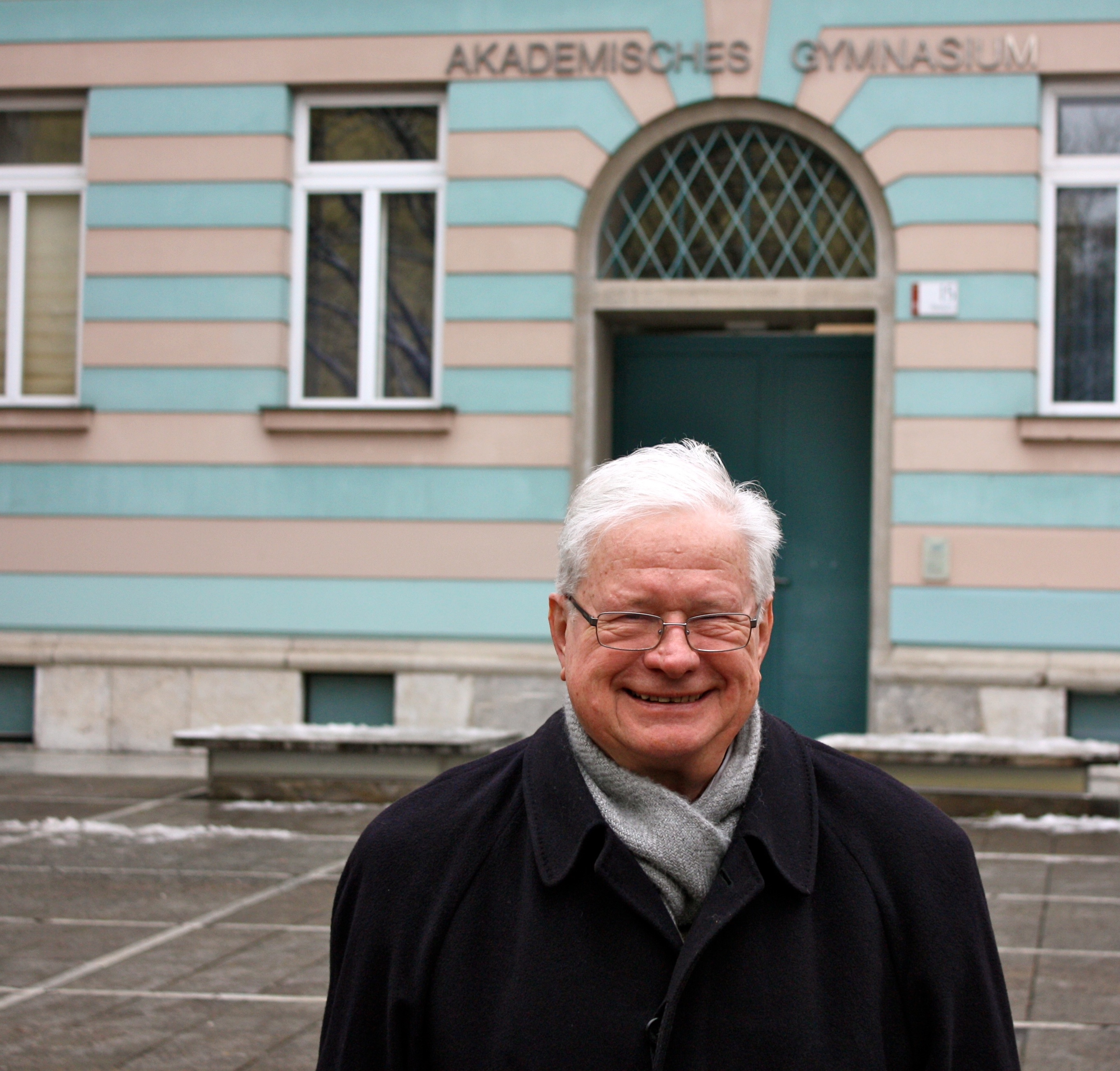
Raoul Kneucker vor dem Akademischen Gymnasium in Graz

- Comenius Medaille der Tschechischen Republik
- 1999: Puschkin-Medaille der Russischen Föderation
- 1999: Großes Silbernes Ehrenzeichen mit dem Stern für Verdienste um die Republik Österreich
- 1999: Großes Verdienstkreuz mit Stern des Verdienstordens der Bundesrepublik Deutschland
- 2000: Verdienstorden der Republik Polen
- 2002 Großes Goldens Ehrenzeichen der Republik Österreich
- 2004: „Award“ der Kroatisch-Österreichischen Gesellschaft
- 2011: Ehrenkreuz für Wissenschaft und Kunst I. Klasse[5]
- 2011: „Goldenes Doktordiplom“ der rechtswissenschaftlichen Fakultät der Universität Graz

## Werke (Auszug)
Verfassungs- und Verwaltungsrecht sowie Europäische Integration
- Die Konkurrenz von Justiz- und Verwaltungsdelikten. In: Juristische Blätter. Wien 1964, S. 238–254.
- Verfassungsrechtliche Fragen der Besteuerung von Erwerbs- und Wirtschaftsgenossenschaften. In: Der Österreichische Betriebswirt, Wien 1967, S. 78–104.
- Wirksame Rechtsmittel gegen Verletzung der Europäischen Menschrechtskonvention. In: Juristische Blätter. Wien 1968, S. 598–609.
- gemeinsam mit Manfried Welan: Zur Entwicklung des Gleichheitsgrundsatzes in Österreich. In: Österreichische Zeitschrift für Politikwissenschaft. Wien 1975, S. 5–22.
- Die Rolle der Verwaltung. In: Renate Kicker, Andreas Khol, Hanspeter Neuhold (Hrsg.): Außenpolitik und Demokratie in Österreich. Salzburg 1983, S. 31–110.
- Wissenschaft, Forschung, Technologie. Auswirkungen des EWR-Vertrages. In: M. Gehler, R. Steininger (Hrsg.): Österreich und die europäische Integration 1945–1993. Wien/Köln/Weimar 1993, S. 477–500; erneuert: 2. Auflage, 2014, S. 505–530.
- Die öffentliche Verwaltung des Schweigens. In: S. Jäkel & A. Timonen (Hrsg.): The Language of Silence I. Annales Universitatis Turkuensis, Ser. B Humaniora, Vammala 2001, Vol II., Turun Yliopisto, Turku 2004; editiert und publiziert von A. Timonen, W. Greisenegger, R. Kneucker.
- Gott über der, in der, unter der Verfassung? Ein Beitrag zur Debatte über den Gottesbezug in einer neuen österreichischen Bundesverfassung. In: Zeitschrift für Evangelische Ethik. Gütersloh 2004, S. 278–290.
- Art 163–173 EGV. In: Heinz Mayer (Hrsg.): EU- und EG-Vertrag. Kommentar unter Berücksichtigung der österreichischen Judikatur und Literatur. Wien, 2005; Kapitel erneuert als: Art 179–190 AEUV. 2010.
- gemeinsam mit Robert Kauer und Ulrike Pichal: Das Recht der Evangelischen Kirche in Österreich. Loseblattausgabe, Band I und II, Wien 2006.
- Verträge mit Kirchenleitungen. In: österreichisches archiv für recht & religion, 2/2011, S. 293–327.
- gemeinsam mit Peter Biegelbauer: Die öffentliche Verwaltung – 20 Jahre nach 1994 [= Beitritt Österreichs zur EU]. In: Andreas Maurer, Heinrich Neisser, Johannes Pollak (Hrsg.): 20 Jahre EU-Mitgliedschaft Österreichs. Wien 2015, S. 219–234.
- gemeinsam mit Farid Hafez, Reinhard C. Heinisch und Regina Polak: Jung, muslimisch, österreichisch. Einblicke in 20 Jahre Muslimische Jugend Österreich. New Academic Press, Wien 2016, ISBN 978-3-9503510-6-4
- Bürokratische Demokratie, demokratische Bürokratie. Ein Kommentar zu Struktur, Gestalt und System der Bürokratie in Europa. Böhlau Verlag, Wien/Köln/Weimar 2020, ISBN 978-3-205-20920-1.

Bildungswesen, Hochschulen, Forschung, Technologie und Reformpolitik
- gemeinsam mit R. Strasser und H. Tuppy: Die Universität als autonomes Lehr- und Forschungsunternehmen. Wien 1968.
- Das Universitätsorganisationsgesetz 1975: Die gesetzgebenden Kräfte. In: Österreichische Zeitschrift für Politikwissenschaft, 3/1980, S. 261–276.
- gemeinsam mit Manfred Nowak und Hannes Tretter: Menschenrechte - Grundrechte, Materialien und Texte zur politischen Bildung. Österreichischer Bundesverlag, Wien 1995.
- Öffentliche Religionen in Österreich: Das gesellschaftspolitische Engagement der Evangelischen. In: J. Nautz et. al: Öffentliche Religionen in Österreich. Politikverständnis und zivilgesellschaftliches Engagement. Innsbruck 2013, S. 91–108.
- gemeinsam mit Karl W. Schwarz: Religionsrecht und Theologie. Das „Wiener Modell“. In: Gutachten und Studien, Nr. 8, Evangelisch-Theologische Fakultät, Universität Wien, Wien 2014 (PDF-Datei).

Biografisch
- als Raoul F. Kneucker: Über meinen Vater Alfred W. Kneucker. In: Friedrich Stadler: Vertriebene Vernunft. Emigration und Exil österreichischer Wissenschaft. Band 2, Teilband 2, Jugend und Volk, Wien/München 1987/88 in unveränderte Neuauflage: Lit, Münster/Hamburg/Berlin/Wien/London 2004, ISBN 3-8258-7373-0, S. 827ff. (Aufsatz in eingeschränkter Ansicht in Google Books).
- Raoul F. Kneucker zum 75. Geburtstag, in: Österreichisches Archiv für Recht und Religion 60/2 2013, ISSN 1560-8670.
- Europa, Demokratie, Ökumene, Kultur. Festschrift für Raoul Kneucker zum 80. Geburtstag. Hg. Gertraud-Diem-Wille, Ludwig Nagl, Anton Pelinka, Friedrich Stadler. Böhlau Verlage, Wien/Köln/Weimar 2018, ISBN 978-3-205-20664-4.